# PWS-102 Rekin
PWS-102 Rekin – szybowiec wyczynowy produkcji polskiej. Zaprojektowany i budowany w okresie międzywojennym w Podlaskiej Wytwórni Samolotów. Następca PWS-101.

## Historia
Inżynier Wacław Czerwiński, przy współudziale Józefa Niespała, w grudniu 1937 roku rozpoczął projektowanie nowego szybowca wyczynowego. Na bazie doświadczeń wynikających z eksploatacji PWS-101 do końca czerwca 1938 roku został opracowany projekt nowego szybowca. W stosunku do pierwowzoru zmieniono kształt kadłuba na kroplowy, kabina pilota została wpisana w jego obrys, płat i statecznik poziomy otrzymały obrys eliptyczny. Całkowicie innowacyjnym rozwiązaniem był system automatycznego łączenia napędów lotek, klap i sterów podczas montażu szybowca.
Prototyp, oznaczony jako PWS-102 Rekin, został ukończony na początku 1939 roku w Lwowskich Warsztatach Lotniczych, po drobnych poprawkach budowa została ostatecznie ukończona w marcu. Prototyp otrzymał znaki rejestracyjne SP-1126 i 18 maja 1939 roku został oblatany na lotnisku w Skniłowie przez Zbigniewa Żabskiego.
W maju 1939 roku na tym szybowcu Witold Kasprzyk wziął udział w zlocie ISTUS we Lwowie, gdzie zajął piąte miejsce.
W czerwcu 1939 roku szybowiec przeszedł próby w Instytucie Technicznym Lotnictwa w Warszawie. Na podstawie uzyskanych wyników inż. Józef Niespał opracował lotki o powiększonej cięciwie i rozpiętości, które zastosowano w wersji rozwojowej oznaczonej jako PWS-102 bis. Lwowskie Warsztaty Lotnicze otrzymały zamówienie na pięć egzemplarzy seryjnych. Pierwszy egzemplarz, o numerze fabrycznym 147 i znakach rejestracyjnych SP-1360, został ukończony w sierpniu.
Po wybuchu II wojny światowej prototyp PWS-102 został ewakuowany z Warszawy do Lwowa, gdzie został przejęty, wraz z SP-1360, przez lotnictwo radzieckie. Budowę drugiego egzemplarza seryjnego ukończono na wiosnę 1940 roku. Wszystkie trzy egzemplarze PWS-102 Rekin zostały przetransportowane do Moskwy i były tam użytkowane.

## Konstrukcja
Jednomiejscowy szybowiec wyczynowy w układzie wolnonośnego górnopłatu.
Kadłub o przekroju eliptycznym o konstrukcji półskorupowej, kabina pilota została wpisana całkowicie w jego obrys. Osłona kabiny dwuczęściowa, ze stałym wiatrochronem i zdejmowaną osłoną ze szkła organicznego. Fotel pilota przestawny w locie, dostosowany do spadochronu plecowego. Pedały przestawne wyłącznie na ziemi. Z przodu kadłuba znajdował się hak do startu z lin gumowych i zaczep do lotów na holu.
Płat dwudzielny o obrysie trapezowo-eliptycznym. W widoku z przodu miał kształt spłaszczonego M. Miał konstrukcję dwudźwigarową, ze skrzynkowym dźwigarem głównym i dźwigarkiem pomocniczym. Profil płata miał u nasady grubość 13%, na końcu skrzydła 7,5%. Wyposażony w szczelinowe lotki i dwudzielne, szczelinowe klapy. Pokrycie płata wykonane ze sklejki, klap i lotek płócienne. Napęd lotek linkowy, klap popychaczowy.
Podwozie jednotorowe złożone z podkadłubowej jesionowej płozy amortyzowanej dętką, płoza ogonowa drewniana, amortyzowana piłkami tenisowymi. Do startów na holu stosowano odrzucane dwukołowe wózki.
Usterzenie klasyczne, wolnonośne. Statecznik poziomy dwudzielny, o obrysie eliptycznym, pionowy stanowił integralną część kadłuba. Napęd sterów linkowy.

## Malowanie
Prototyp był malowany w całości na kolor kremowy, z czarnymi znakami rejestracyjnymi. Na stateczniku pionowym znajdował się napis PWS-102 i logo LWL.